# 正則基数
集合論において、正則基数（せいそくきすう、英: regular cardinal）とは、その共終数が自身と等しい基数である。
より詳細にいえば、{\displaystyle \kappa } が正則基数であることと、どの非有界な部分集合 {\displaystyle C\subseteq \kappa } も基数 {\displaystyle \kappa } を持つことは同値である。
正則でない整列無限基数は特異基数と呼ばれる。有限基数に対しては普通、正則や特異といった呼び方はされない。
選択公理の存在下では、どの基数も整列できるため、基数 {\displaystyle \kappa } に対する以下の主張は同値になる。
1. {\displaystyle \kappa } は正則基数である。
2. すべての {\displaystyle i} に対して {\displaystyle \kappa =\sum _{i\in I}\lambda _{i}} かつ {\displaystyle \lambda _{i}<\kappa } であるならば、{\displaystyle |I|\geq \kappa } である。
3. {\displaystyle S=\bigcup _{i\in I}S_{i}} かつ {\displaystyle |I|<\kappa } かつすべての {\displaystyle i} に対して {\displaystyle |S_{i}|<\kappa } であるならば、{\displaystyle |S|<\kappa } である。
4. {\displaystyle \kappa } 未満の濃度の集合の圏 {\displaystyle \operatorname {Set} _{<\kappa }} およびそれらの間のすべての関数が、{\displaystyle \kappa } 未満の濃度の余極限のもとに閉じている。
5. {\displaystyle \kappa } は正則順序数である（後述）。

簡単に言えば、正則基数は少数の小さなパーツに分割できないものである。
選択公理を仮定しない場合はより複雑になる。この場合、どの基数も整列集合の濃度であるとは限らないため、上記の同値性は整列可能な基数に対してのみ成立する。
無限順序数 {\displaystyle \alpha } が自身より小さい順序数の集合（すなわち順序型が {\displaystyle \alpha } 未満である集合）の極限にならない極限順序数であるとき、正則順序数と呼ぶ。例えば {\displaystyle \omega _{\omega }} が該当する（後述の例を参照）。
正則順序数は始順序数 (en:initial ordinal) であるが、逆は必ずしも成り立つとは限らない。

## 例
{\displaystyle \omega } 未満の順序数は有限順序数である。有限順序数の有限列は最大元をもつため、{\displaystyle \omega } は {\displaystyle \omega } 未満の順序数による順序型 {\displaystyle \omega } 未満の列の極限にはならない。したがって、{\displaystyle \omega } は正則順序数である。アレフ数 {\displaystyle \aleph _{0}} は、その始順序数である {\displaystyle \omega } が正則であるため、正則基数である。直接に正則性を示すこともできる。有限基数の有限個の和はそれ自身有限だからである。
{\displaystyle \omega +1} は {\displaystyle \omega } より大きい次の順序数であり、極限順序数でないから特異順序数である。{\displaystyle \omega +\omega } は {\displaystyle \omega } の次の極限順序数である。これは {\displaystyle \omega }, {\displaystyle \omega +1}, {\displaystyle \omega +2}, {\displaystyle \omega +3},…といった順序型 {\displaystyle \omega } の列の極限であるため、特異順序数となる。
{\displaystyle \aleph _{1}} は {\displaystyle \aleph _{0}} の次の基数である。{\displaystyle \aleph _{1}} 未満の基数は高々可算な基数である。選択公理を仮定すると、可算集合の可算和は可算集合である。ゆえに、{\displaystyle \aleph _{1}} は可算集合の可算和で書けないので正則である。
{\displaystyle \aleph _{\omega }} は列 {\displaystyle \aleph _{0}},{\displaystyle \aleph _{1}},{\displaystyle \aleph _{2}}, {\displaystyle \aleph _{3}}, … の次の基数である。この始順序数は {\displaystyle \omega _{\omega }} であり、列 {\displaystyle \omega }, {\displaystyle \omega _{1}}, {\displaystyle \omega _{2}}, {\displaystyle \omega _{3}},…
の極限である。この列の順序型は {\displaystyle \omega } だから {\displaystyle \omega _{\omega }},{\displaystyle \aleph _{\omega }} は特異である。選択公理を仮定すると、 {\displaystyle \aleph _{\omega }} は最初の無限特異濃度である（最初の無限特異順序数は {\displaystyle \omega +1} であり、最初の無限極限特異順序数は {\displaystyle \omega +\omega } である）。特異基数の存在を証明するには置換公理が必要である。ツェルメロ集合論では {\displaystyle \aleph _{\omega }} の存在を証明できない。
非可算な正則な極限基数は弱到達不能基数として知られており、その存在はZFCの下では証明できず、その存在がZFCと矛盾するかどうかも知られていない。弱到達不能基数の存在はしばしば追加的な公理として採られることがある。到達不能基数はアレフ関数の不動点である必要があるが、その不動点が正則とは限らない。例えば、最初の不動点は {\displaystyle \aleph _{0},\aleph _{\aleph _{0}},\aleph _{\aleph _{\aleph _{0}}},...} の {\displaystyle \omega }-列の極限で、これは特異基数である。

## 性質
選択公理の下ではどの後続基数も正則である。したがって、ほとんどのアレフ数濃度の正則性・特異性は後続基数か極限基数かで確かめられる。濃度の中には、どのアレフ数と等しいか証明できないものもある。連続体濃度がその例で、ZFCの下では非可算な共終数をもついかなる非可算基数と等しいと考えても矛盾しない（イーストンの定理を参照）。連続体仮説は連続体濃度が正則な {\displaystyle \aleph _{1}} であるという仮説である。
選択公理を仮定しない場合、整列可能でない集合の濃度が存在しうる。さらに、濃度の和も全ての集合に定義できるわけではない。したがって、正則性・特異性が意味をもつのはアレフ数のみである。さらには、可算濃度の次の濃度が正則とも限らない。例えば、可算集合の可算和が可算とは限らず、実数全体の集合が可算集合の可算和であるという主張と同様に、{\displaystyle \omega _{1}} が可算順序数の可算列の極限であるという主張はZFと矛盾しない。さらには、{\displaystyle \aleph _{0}} より大きい全てのアレフ数が特異基数であるというのもZFと矛盾しない（モティ・ギティックにより証明された）。
{\displaystyle \kappa } が極限順序数であるならば、{\displaystyle \kappa } が正則であることと、{\displaystyle j(\alpha )=\kappa } となるような {\displaystyle \Sigma _{1}}-初等埋め込み {\displaystyle j} の臨界点である {\displaystyle \alpha <\kappa } の集合が {\displaystyle \kappa } においてclubであることと同値である。
基数 {\displaystyle \kappa <\theta } に対して、{\displaystyle M} が推移的であってかつ {\displaystyle j({\textrm {crit}}(j))=\kappa } であるとき、初等埋め込み {\displaystyle j:M\to H(\theta )} は小さな埋め込みである。基数 {\displaystyle \kappa } が非可算正則であることと、どの {\displaystyle \theta >\alpha } に対しても小さな埋め込み {\displaystyle j:M\to H(\theta )} が存在するような、ある {\displaystyle \alpha >\kappa } が存在することは同値であるCorollary 2.2。